# تمساح
التمساح (بالإنجليزية: Crocodile)‏ من أضخم الزواحف الحية. ينتمي إلى فصيلة التمساحيات، له جسم طويل وأرجل قصيرة وذنب طويل قوي يمكنه من السباحة، وأسنان حادة يقبض بها على فريسته، ويوجد 12 نوعاً من التماسيح، ومن الغرائب أنه لا يستطيع إخراج لسانه من فمه،[ما هي؟]
ويمكن أن تعيش التماسيح بضعة أشهر بلا طعام أو 3 سنوات في الحالات القصوى.
تعيش التماسيح في الماء واليابسة لكنها أكثر مرونة في الماء وتكون حركتها أكثر انسيابية. لعيونها طبقة بلورية في مؤخرتها مما تجعلها مرئية في الظلام بمجرد تسليط الضوء على الماء، فالتماسيح لا تتنفس تحت الماء بل فوقه لذلك تحتاج للبقاء على السطح لغرض التنفس .وكذلك التجسس واستشعار الفريسة التمساح يتغذى على اللحوم يفترس ضحاياه غالباً في الماء حتى أنه يفترس الإنسان.

## التصنيف
تضم فصيلة التماسيح 3 أجناس و18 نوعاً وهي:
- Osteolaemus
  - التمساح القزم الاسم العلمي (Osteolaemus tetraspis).
  - تمساح آزبورن القزم الاسم العلمي (Osteolaemus osborni)
- Mecistops
  - تمساح غرب إفريقيا نحيف الخطم الاسم العلمي (Mecistops cataphractus).
  - تمساح إفريقيا الوسطى نحيف الخطم الاسم العلمي (Mecistops leptorhynchus)
- Crocodylus
  - تمساح النيل الاسم العلمي (Crocodylus niloticus).
  - تمساح كوبي الاسم العلمي (Crocodylus rhombifer).
  - التمساح الأمريكي الاسم العلمي (Crocodylus acutus).
  - تمساح فلبيني الاسم العلمي (Crocodylus mindorensis).
  - تمساح المياه المالحة الاسم العلمي (Crocodylus porosus).
  - تمساح غينيا الجديدة الاسم العلمي (Crocodylus novaeguineae).
  - تمساح غرب إفريقيا الاسم العلمي (Crocodylus suchus).
  - تمساح سيامي الاسم العلمي (Crocodylus siamensis).
  - تمساح المغر الاسم العلمي (Crocodylus palustris).
  - تمساح مورله الاسم العلمي (Crocodylus moreletii).
  - تمساح المياه العذبة الاسم العلمي (Crocodylus johnsoni).
  - تمساح أورينوكو الاسم العلمي (Crocodylus intermedius).
  - تمساح هال الغيني الجديد الاسم العلمي (Crocodylus halli).
  - تمساح بورنيو الاسم العلمي (Crocodylus raninus).

## معلومات عن التمساح
- نصّب الفراعنة التماسيح آلهة وجعلوا منها تماثيل مقدسة وأواني فخارية أغطيتها على شكل رأس تمساح وذلك لقوته وخطورته على صيادي الأسماك في نهر النيل.
- جلد التمساح عبارة عن غطاء حرشفي سميك يمتاز بقوته ومتانته ويعتبر من أغلى أنواع الجلود في العالم. وتصنع منه الحقائب الجلدية والأحذية الجلدية والتي تكون عادة باهظة الثمن مقارنة بالحقائب والأحذية المصنوعة من جلود الأبقار والماعز. ويتم اصطياد التماسيح في بعض مناطق العالم بصورة غير شرعية لأغراض تجارية ربحية.
- للتماسيح جهاز تنفسي يعتمد على استخلاص أكسجين الهواء الجوي. بمعنى انها تأخذ شهيق عميق يكفيها للمناورة تحت سطح الماء حوالي 15 دقيقة بعدها يستنشق الهواء بين مكان مناسب معتمدة على ظاهرة المماتنة (محاكاة البيئة) والتخفي أو تخرج للاستكانة على سطح إحدى الجزر أو الشاطئ إما في غفوة شاغراً فمه أو في ترقب حذر يخلو من الذكاء.
- ينصح عند تربية التماسيح في البرك أن لا تخلو قيعانها من جزر أو أشباه جزر يمكن أن تعتليها التماسيح وذلك رأفة بسلوكها وحياتها وإلا فإنها قد تموت غرقا.
- ثمة شبه كبير بين الورل والتمساح، إلا أن بينهما الفروقات التالية:
  - كلاهما حيوانان زاحفان ذوي حراشف. بينهما شبه كبير إلا أن التمساح برمائي والورل بري.
  - التمساح يأكل أسماك حية أو فرائس حيوانية فقارية كبيرة. أما الورل فيأكل حشرات وخضر.
  - الورل يتحرش بإناث التماسيح وهي تشبهها إلى حد ما بالقرب من الشواطئ حيث تضع بيضها في حفر للفقس ولا تلبث التماسيح تنزل للماء حتى يأكل الورل بيضها المدفونة وعليه فانه يمكن التحكم بيولوجيا في تكاثر التماسيح.
- كي يزيد وزن التمساح كيلو جرام واحد، يجب عليه أن يأكل عشرة كيلو جرام من الكائنات الحية أغلبها أسماك وطيور مائية.

## الموطن الأصلي
تعيش التماسيح في المناطق الاستوائية، وتفضل المساحات الواسعة من المياه الضحلة والأنهار الراكدة والمستنقعات المفتوحة. وتساعد أقدامها ذات الأغشية على السير فوق الأرض الطريّة، كما أن أعينها وفتحات أنوفها ترتفع عن بقية أجسامها. وتلائم هذه الميزات حياة التماسيح؛ لأنها تحب أن تطفو وأعينها وأنوفها فوق سطح الماء.
كما أن عينيه تبقيان يقظتين في الليل، ولا يمكن لأى حيوان أياً كان نوعه التغلب على التمساح إلا في بعض الظروف الخاصة التي قد يكون بنيانه يتصف بالمرض.
والتمساح هو صاحب أقوى فك في الحيوانات المفترسة والاليفة.

## التغذية
تتغذى التماسيح على الحيوانات الصغيرة كالأسماك، والطيور، كما تهاجم أحياناً الحيوانات الكبيرة والإنسان. ويستطيع التمساح أن يقطع حيواناً كبيراً بالإمساك به ومن ثم الدوران بسرعة بشكل طولي في الماء
و تقطيعه إلى قطع ليبتلعه بشكل أسرع.
عندما تنقض على فريستها بإمكان هذه الفريسة الهروب منها وذلك بوضع ماء داخل فمها وهو مفتوح للافتراس مما يؤدي بها إلى إغلاق فمها وإفلات الفريسة والنزول في الماء مرة أخرى وبالتالي يكون بإمكان الفريسة الهرب.

## التكاثر
وتضع التماسيح البيض، مثل معظم الزواحف. ويشبه بيض التماسيح بيض الدجاج، إلا أنه أكبر منه حجماً وقشرته أقل بريقاً. تخفي التماسيح بيضها في أعشاش من الفضلات والنبات أو تدفنه في الرمل على الشواطئ. وتقوم الأنثى في بعض الأنواع بحراسة العش إلى أن يفقس البيض. وعندما تسمع أصوات الصغار تحفر لإخراجها من العش. وتساعد بعض أنواع التماسيح صغارها على الخروج من البيض، ثم تحملها في أفواهها إلى الماء و يعتبر هذا الحيوان أقوى كائن على وجه البسيطة.

## الصيد

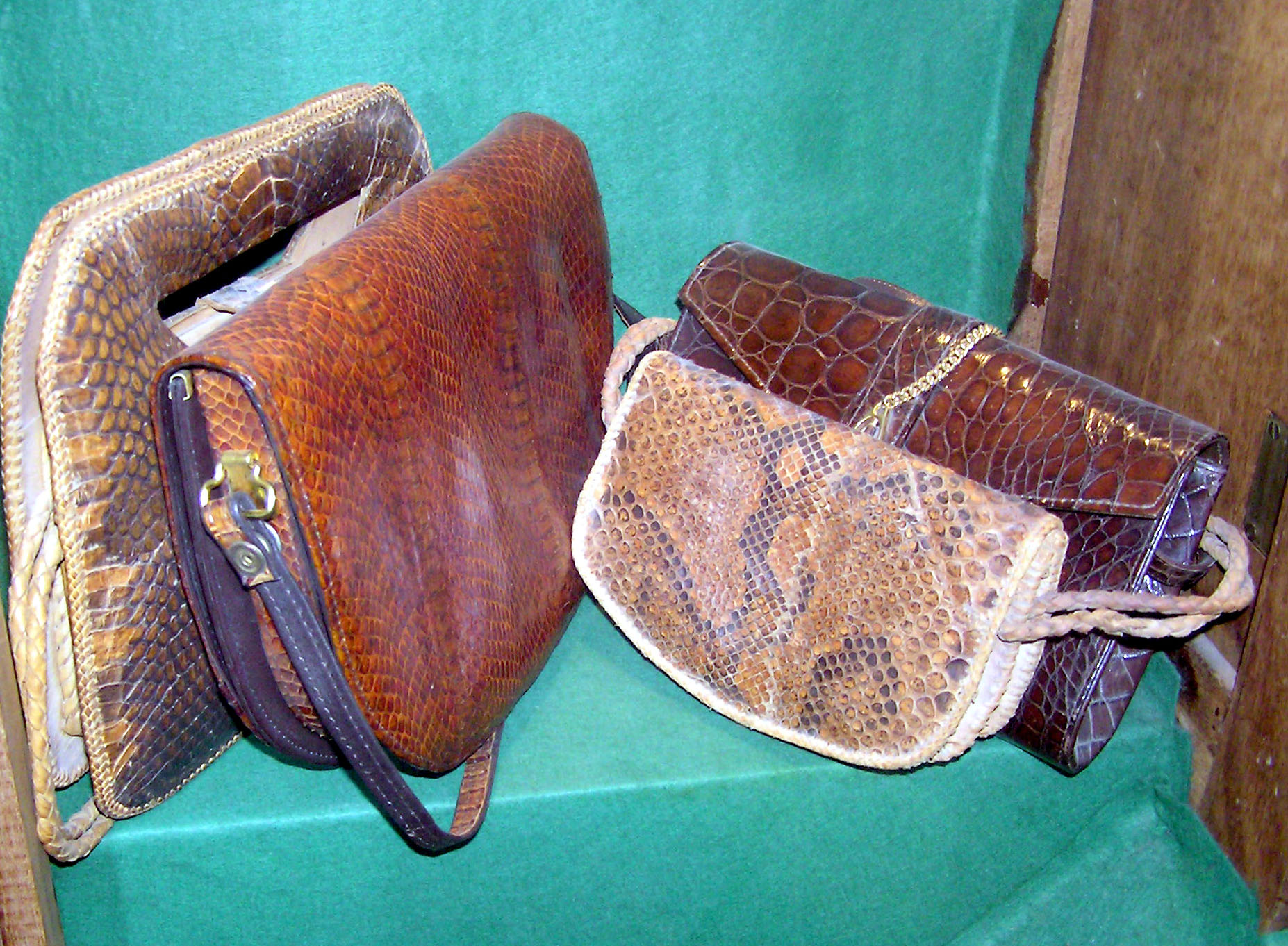
الاستخدامات المتعددة لجلود التماسيح

تتعرض التماسيح لعمليات الصيد على نطاق واسع بهدف الحصول على جلودها التي تستعمل في صنع الأحذية والحقائب.
وقد أصبحت أنواع من التماسيح مهددة بالانقراض وقد سُنَّت القوانين في بلدان عديدة من العالم لمنع صيد التماسيح ولتفقيسها في حاضنات. وبعد أن تَخْرج الصغار من البيض يتم إطلاقها في بيئتها الطبيعية.

## حكم أكل التمساح
يرى الحنابلة والشافعية أن أكل التمساح حرام، لأن له أنياباً يفترس بها الإنسان، وقيل إن التمساح حلال لأنه حيوان بحري، وكل الحيوانات البحرية حلال، ويرى سعد الخثلان أن التمساح ليس بحرياً خالصاً، بل هو برمائي ومفترس، فذلك لا يجوز أكله.